# Синове на Ирак
Синове на Ирак (на арабски: أبناء العراق‎), известни още като Спасението на Анбар (на арабски: إنقاذ الأنبار‎), Национален съвет за спасение на Ирак (на арабски: المجلس الوطني لإنقاذ العراق‎), Сунитско спасително движение (на арабски: حركة الإنقاذ السني‎), Национален съвет за пробуждане на Ирак (на арабски: المجلس الوطني لصحوة العراق‎) и Сунитско движение за пробуждане (на арабски: حركة الصحوة السنية‎), представляват коалиции между племенни шейхове в области на Ирак, както и бивши иракски военнослужещи, които се съюзяват с цел осигуряване на сигурност в общностите си. Първоначално са финансирани от американската армия.
Синове на Ирак се превръщат в рядкост до 2013 г., тъй като иракският премиер Нури ал-Малики не желае да ги интегрира в службите за сигурност. Сунитите в групировките имат два избора: да останат без работа, или да се присъединят към Ислямска държава в Ирак и Леванта.